# Related
Related est une série télévisée américaine en 18 épisodes de 45 minutes, créée par Liz Tuccillo et diffusée entre le 5 octobre 2005 et le 20 mars 2006 sur The WB.
En France, le premier épisode de la série a été diffusée le 5 juin 2009 sur Série Club dans les Screenings 2009. Elle reste inédite dans les autres pays francophones.

## Synopsis
Cette série met en scène la vie de quatre sœurs d'origine italienne, inséparables depuis le décès de leur mère, dans la ville de New York.

## Distribution
- Jennifer Esposito : Ginnie Sorelli
- Lizzy Caplan : Marjee Sorelli
- Laura Breckenridge : Rose Sorelli
- Kiele Sanchez : Ann Sorelli
- Callum Blue : Bob

## Épisodes
1. Moving In, Moving Out, Moving On
2. Hang in There, Baby
3. Cry Me a Sister
4. Hello, Deli
5. The Naked Truth
6. Sex and the Sisters
7. Francesca
8. Driving Miss Crazy
9. Have Yourself a Sorelli Little Christmas
10. The Godmother
11. London Calling
12. Daddy's Little Girl
13. Not Without My Daughter
14. Here's a Balloon for You
15. Sisters are Forever
16. His Name is Ruth
17. The Cape
18. The Move